# 豪猪刺
豪猪刺（学名：Berberis julianae）是小檗科小檗属的植物，为中国的特有植物。分布在中国大陆的湖南、广西、湖北、贵州、四川等地，生长于海拔1,100米至2,100米的地区，常生于沟边、林缘、灌丛中、林中、山坡或竹林中，目前尚未由人工引种栽培。

## 异名
- Berberis julianae Schneid. var. oblongifolia Ahrendt
- Berberis julianae Schneid. var. patungensis Ahrendt